# (970) Primula
(970) Primula – planetoida z pasa głównego asteroid okrążająca Słońce w ciągu 4 lat i 37 dni w średniej odległości 2,56 au. Została odkryta 29 listopada 1921 roku w Landessternwarte Heidelberg-Königstuhl w Heidelbergu przez Karla Reinmutha. Nazwa pochodzi od łacińskiej nazwy pierwiosnka, rodzaju roślin należących do rodziny pierwiosnkowatych. Przed nadaniem nazwy planetoida nosiła oznaczenie tymczasowe (970) 1921 LB.